# Neoerythronychia hirta
Neoerythronychia hirta är en tvåvingeart som beskrevs av Malloch 1932. Neoerythronychia hirta ingår i släktet Neoerythronychia och familjen parasitflugor. Inga underarter finns listade i Catalogue of Life.